# Naturschutzgebiet Wittenbergen
Das Naturschutzgebiet Wittenbergen, früher Naturschutzgebiet Wittenbergener Heide/Elbwiesen, liegt an der Unterelbe im Hamburger Stadtteil Rissen.
Bis zum 31. Mai 2010 bestand das Naturschutzgebiet Wittenbergener Heide/Elbwiesen aus zwei Teilen, der Wittenbergener Heide sowie den Elbwiesen, welche zusammen 39 Hektar umfassten. Es wurde durch die Verordnung über das Naturschutzgebiet Wittenbergener Heide/Elbwiesen vom 24. Juni 1986 zum Naturschutzgebiet erklärt.
Am 1. Juni 2010 gab die Behörde für Stadtentwicklung und Umwelt in Hamburg die Erweiterung des Gebietes um Biotope und renaturierbare Flächen im Umfeld des bestehenden NSG auf 67 Hektar bekannt. Im Zuge der Vergrößerung erfolgte die Umbenennung in Naturschutzgebiet Wittenbergen.
Das gesamte Gelände wird vom NABU betreut.

## Wittenbergener Heide
Die Wittenbergener Heide reicht vom Tinsdaler Kirchenweg im Norden bis an die Elbe im Süden sowie von Tinsdal im Westen bis in die Nähe des Wittenbergener Weges im Osten.
Das Gebiet besteht im höher gelegenen Teil, dem höchsten Hamburger Elbhang, aus Heideflächen, Kratteichen sowie einer Binnendüne, einem Überrest eines 10.000 Jahre alten sichelförmigen Dünenzuges der von Wittenbergen über das Naturschutzgebiet Schnaakenmoor bis Elmshorn reichte, und verläuft den Geesthang hinunter bis zum Wittenbergener Leuchtturm an der Elbe.
Koordinaten: 53° 34′ 4,1″ N, 9° 45′ 2,1″ O

## Wittenbergener Elbwiesen
Die zugehörigen von der Tide regelmäßig überfluteten Elbwiesen liegen ein Stück weiter elbaufwärts in der Nähe des Falkensteiner Ufers, dem letzten Hamburger Naturstrand.
Sie zählen mit ihrer Pflanzenvielfalt, bestehend aus Beinwell, Erz-Engelwurz, Roter Pestwurz, Sumpfdotterblume, Wasser-Schwaden und der seltenen Schachbrettblume, inzwischen zu den nährstoffreichsten Gebieten Norddeutschlands, wobei sich die Schachbrettblume dort wahrscheinlich erst im Laufe der Jahre angesiedelt hat.
Koordinaten: 53° 33′ 52,5″ N, 9° 45′ 35,1″ O

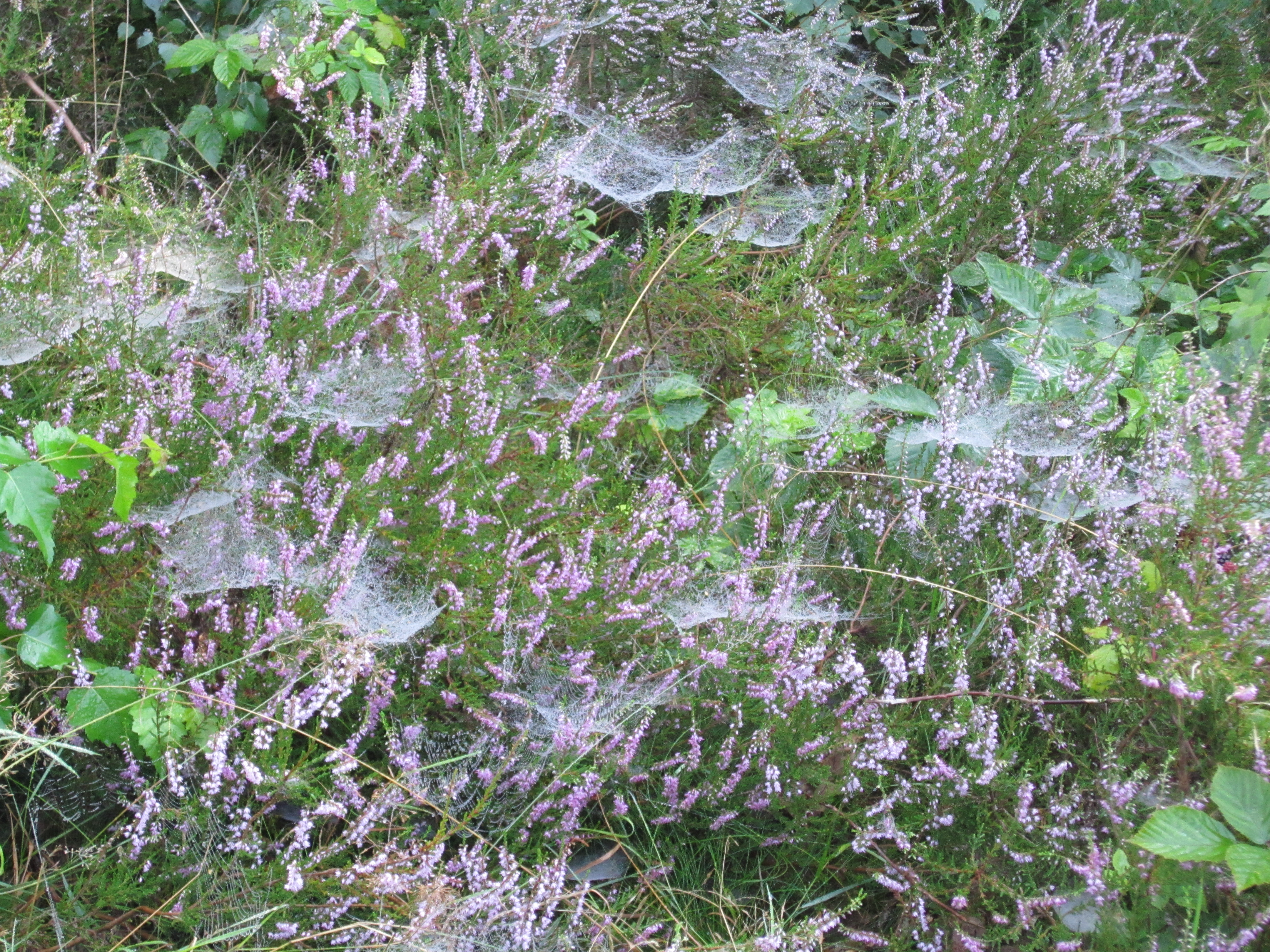
Blühende Wittenbergener Heide Ende August
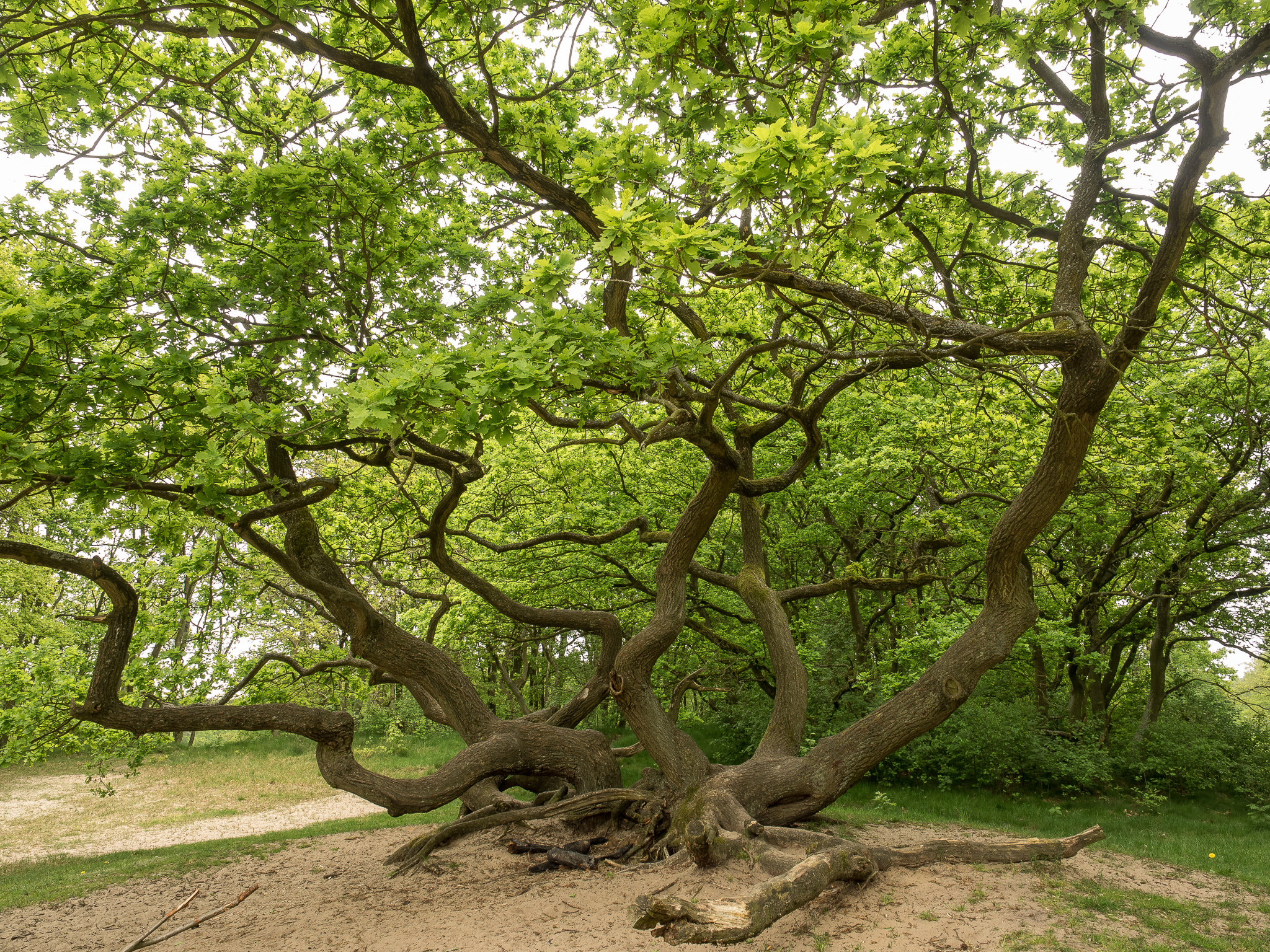
Kratteiche im NSG
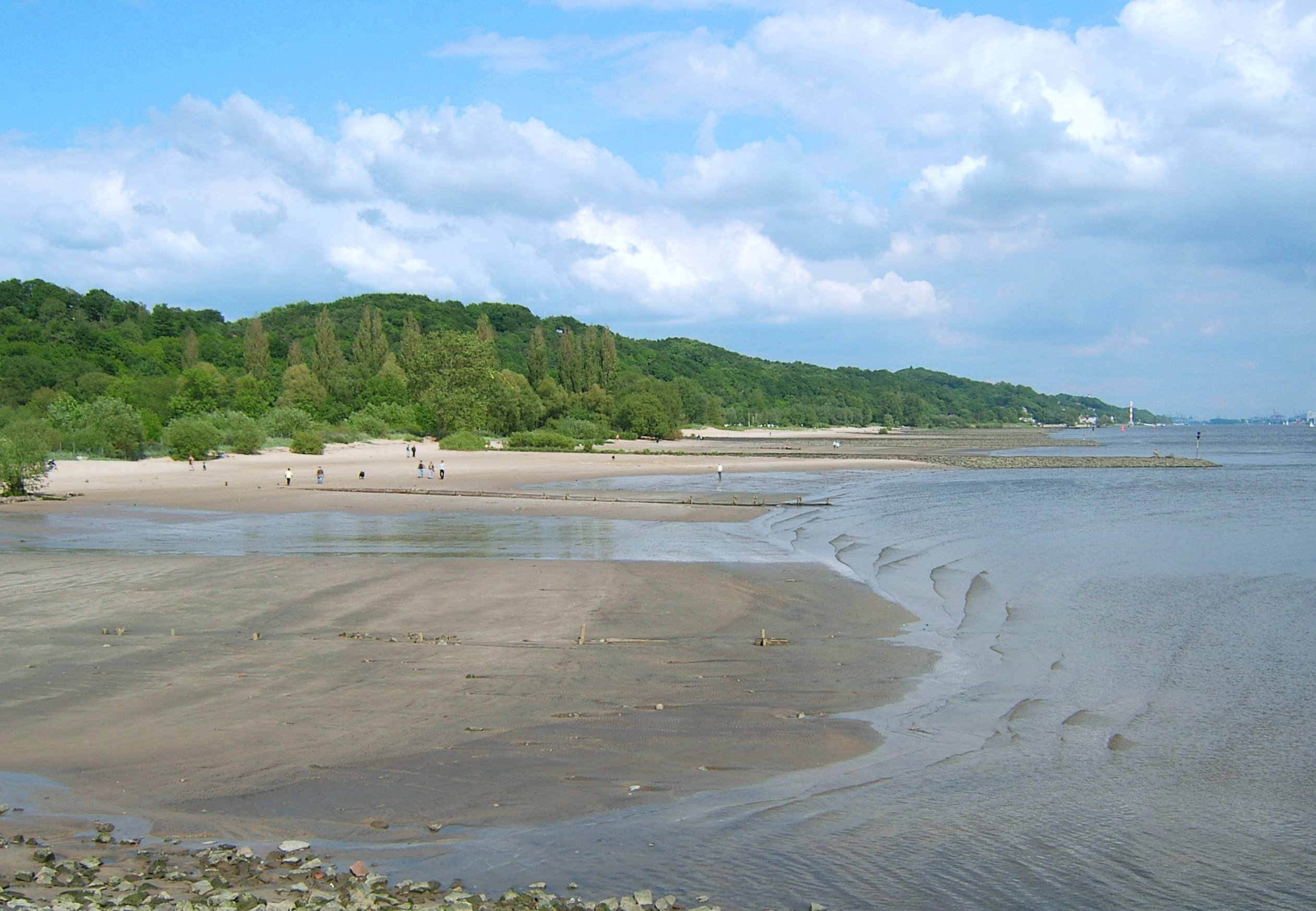
Das Falkensteiner Ufer